# Harvey Leibenstein
Harvey Leibenstein (ur. 1922, zm. 1994) – amerykański ekonomista, urodzony na Ukrainie w rodzinie żydowskiej. Znany w szczególności z identyfikacji i analizy zjawisk znanych jako efekt snoba oraz efekt owczego pędu.

## Ważne prace
- 1950, "Bandwagon, Snob and Veblen Effects in the Theory of Consumer Demand." Quarterly Journal of Economics Vol.64 No.2 : Page 183-207
- 1966, Allocative efficiency v. "x-efficiency" in American Economic Review
- 1968, Entrepreneurship and Development. American Economic Review 58(2):72–83
- 1976, Beyond Economic Man, Cambridge: Harvard: University Press
- 1978, General X-Efficiency Theory and Economic Development, New York: Oxford University Press
- 1978, "X-Inefficiency Xists-Reply to an Xorcist," American Econ. Review, 68 (1978): 208
- 1979, "A Branch of Economics Is Missing: Micro-Micro Theory," Journal of Economic Literature, 17: 477-502
- 1979, “The General X-Efficiency Paradigm and the Role of the Entrepreneur”. in: Mario Rizzo (ed.), Time, Uncertainty, and Disequilibrium. Lexington: Heath 1979, 127-139
- 1982, “The Prisoners’s Dilemma in the Invisible Hand: An Analysis of Intrafirm Productivity.” American Economic Review (Papers and Proceedings) 72, no. 2 (May): 92–7
- 1983, "Property Rights and X-Efficiency: Comment." American Economic Review 83: 831-42.